# 中国驻清津总领事馆
中华人民共和国驻清津总领事馆（朝鲜语：／），简称中国驻清津总领事馆，是中华人民共和国派驻朝鲜民主主义人民共和国咸镜北道清津市的最高级别外交机构，位于清津市新岩区天马山宾馆4层（Chonmasan Hotel 4F, Sinnam District, Chongjin City）。该馆于1987年7月1日开馆，为朝鲜仅有的两座领事馆之一。
其领区包括咸镜北道、咸镜南道、两江道和罗先特别市。

## 机构沿革
1986年9月15日，中华人民共和国与朝鲜政府达成在清津设立总领事馆的换文。1987年7月1日，驻清津总领事馆正式开馆。2012年5月22日，总领事馆领区明确为咸镜北道、咸镜南道、两江道和罗先特别市。